# Temple Jigen de Daitō
El Temple Jigen o Jigen-ji (慈眼寺), també conegut com a Nozaki Kannon (野崎観音), és un temple budista localitzat als peus del mont Iimori, a la ciutat de Daitō, a la prefectura d'Osaka, Japó. És famós per la imatge d'onze cares de la Kanzeon Bosatsu o Kannon que conté.
Se sap que la imatge de Kannon del temple va ser feta pel summe sacerdot Gyōki (668-749). D'acord amb la llegenda, l'any 1565 el temple va ser completament incendiat pels soldats dels clans Miyoshi i Matsunaga, però la imatge de Kannon va romandre miraculosament intacta. El temple fou reconstruït l'any 1616 pel sacerdot Seigan i, durant les eres Genroku i Hōei es va fer popular la peregrinació a aquest lloc.
Les festivitats budistes del temple tenen lloc a la primavera i la tardor i és un costum entre els devots fer un pelegrinatge al temple anomenat "Nozaki Mairi" (野崎参り). La popularitat d'aquest pelegrinatge ha estat àmpliament documentat, fins i tot a la lliteratura, el teatre i la música. A l'antigor, existia la possibilitat d'accedir al temple per aigua amb barca. Actualment, entre els dies 1 i 10 de maig de cada any s'apleguen al temple més de 200.000 fidels que arriben per l'estació de Nozaki, localitzada a les proximitats.
A més de la imatge titolar del temple, també es conserva una pintura del Buda Shakyamuni en estat de Nirvana com a un tresor religiós, juntament amb una pedra amb inscripcions de Matsuo Bashō.